# Фабиньо (футболист, 1996)
Фа́био Алеша́ндре Фре́йтас де Алме́йда (порт.-браз. Fabio Alexande Freitas de Almeida; род. 7 июля 1996, Рио-де-Жанейро), более известный как Фаби́ньо (порт.-браз. Fabinho) — бразильский футболист, полузащитник клуба «Примавера».

## Карьера
В начале карьеры выступал за команды «Пиньяволенси», «Ориентал Драгон», «Васко да Гама», «Терезополис». В 2019 году перешёл в клуб «Металлист 1925». Сыграв два матча, перешёл в донецкий «Олимпик», где сыграл 13 игр. В 2020 году перешёл в «Вентспилс» и сыграл 11 игр в сезоне 2020 и 2021 гг. В 2021 году вернулся в «Металлист 1925».В 2022 году отправился в аренду в бразильскую Ponte Preta, где принял участие в одном матче без голов .С 2023 года играет за португальский клуб Primavera, статистика пока отсутствует в основном составе (по состоянию на январь 2023 г.) .